# Drag Harlan
Drag Harlan er en amerikansk stumfilm fra 1920 af J. Gordon Edwards.

## Medvirkende
- William Farnum som Drag Harlan
- Jackie Saunders som Barbara Morgan
- Arthur Millett som John Haydon
- G. Raymond Nye som Luke Deveny
- Herschel Mayall som Lane Morgan
- Frank Thorwald som Meeker Lawson
- Kewpie Morgan som Red Linton
- Al Fremont som Laskar
- Earl Crain som Storm Rogers